# Aleksander Tuszko
Aleksander Stanisław Tuszko (ur. 14 stycznia 1901 w Rejowcu, zm. 29 stycznia 1992 w Warszawie) – polski meliorant, projektant zbiorników wodnych, wykładowca akademicki.

## Życiorys
Rozpoczął naukę w Gimnazjum im. Mikołaja Reja w Warszawie, ale edukację przerwał mu wybuch I wojny światowej. Maturę zdał eksternistycznie w Wilnie w 1922 (Gimnazjum im. Zygmunta Augusta). W tym samym roku rozpoczął naukę na Politechnice Warszawskiej. 31 sierpnia 1928 otrzymał dyplom inżyniera hydrotechnika o numerze 1231. Praktyki zawodowe odbył w Dyrekcji Dróg Wodnych w Toruniu. Później projektował roboty wodne i melioracyjne. Został kierownikiem w Towarzystwie Budowy i Eksploatacji Stawów Wodnych "Best". Zajmował się budową stawów rybnych, ujęć grawitacyjnych i pompowanych, a także regulacją małych cieków. Od 1930 do 1934 był kierownikiem spraw wodnych w Naczelnej Dyrekcji Lasów Państwowych. Uspławniał Narew i Narewkę, projektował porty drzewne w Augustowie i Bydgoszczy. Budował baseny konserwacyjne drewna. Po powodzi z 1934 współtworzył (wraz z Wacławem Balcerskim, Zbigniewem Żmigrodzkim i Edwardem Czetwertyńskim) zaporę wodną w Rożnowie.
Po agresji niemieckiej na Polskę w 1939 walczył w kampanii wrześniowej. Po dostaniu się do niewoli uciekł z transportu do III Rzeszy. W latach 1940–1944 trudnił się dorywczymi pracami w Warszawie. Po zakończeniu działań wojennych udał się do Łodzi, gdzie kierował robotami przy elektryfikacji i wodociągach. Potem zatrudnił się w Biurze Projektów Budownictwa Morskiego w Gdańsku, gdzie m.in. projektował osłony i wejścia do portów w Kołobrzegu, Ustce, Darłowie i Łebie. Zaprojektował system odwodnienia i uszczelnienia podziemnych magazynów w gdańskim Nowym Porcie. Był doradcą w Ministerstwie Leśnictwa w zakresie robót wodnych. Przeprowadził ekspertyzy do budowanych ujęć wody dla zakładów produkcji płyt pilśniowych w Czarnej Wodzie, Koniecpolu i Rucianem. 
W 1949 rozpoczął wykłady z zakresu melioracji i regulacji rzek na Politechnice Gdańskiej. Następnie przeszedł do Instytutu Budownictwa Wodnego PAN w Gdańsku. Przeprowadzał ekspertyzy wód podziemnych m.in. dla elektrowni i zbiorników w Dychowie, Rożnowie, Turawie, Goczałkowicach, a także dla hut Warszawa, Bieruta (Częstochowa) i Florian i miejscowości: Andrychowa, Bielawy i Fast. Następnie objął stanowisko dyrektora Biura Studiów Gospodarki Wodnej PAN. W 1957 zaczął kierować Zakładem Hydrauliki i Hydrologii Wydziału Geologii Uniwersytetu Warszawskiego. Od 1963 przewodniczył Radzie Zespołu Rzeczoznawców Stowarzyszenia Inżynierów i Techników Wodnych i Melioracyjnych NOT. Był członkiem komitetów naukowych PAN (m.in. Przestrzennego Zagospodarowania Kraju oraz Gospodarki Wodnej), a także Polskiego Komitetu Kształtowania i Ochrony Środowiska w Stołecznym Komitecie Frontu Jedności Narodu. Kierował Radą Kampinoskiego Parku Narodowego (1974–1980).
W 1971 przeszedł na emeryturę.

## Publikacje
Wydał m.in. następujące publikacje:
- Gospodarka wodna,
- Spragniona ziemia,
- Świat bez wody,
- Polityka naukowa drugiej generacji,
- Wisła przyszłości[1].